# Morita-san wa Mukuchi
Morita-san wa Mukuchi (яп. 森田さんは無口 Морита-сан ва мукути, «Молчаливая Морита») — японская манга-ёнкома, автором и иллюстратором которой является Таэ Сано. Впервые начала публиковаться издательством Takeshobo в журнале Manga Life magazine, позже в журналах Manga Life Momo и Manga Club. Первый том манги был выпущен в марте 2007 года. Всего выпущено 22 тома манги.
На основе сюжета манги студией Studio Gram была выпущена OVA серия, которая шла в комплекте вместе с третьим томом манги в феврале 2011 года.
Студией Seven был выпущен аниме-сериал, трансляция которого проходила на телеканале KBS Kyoto с 6 июля по 26 декабря 2011 года. Каждая серия длится всего 3 минуты.

## Сюжет
Маю Морита — странная девушка, которая почти всегда молчит и глубоко задумчива. А если же отвечает на вопрос, то неправильно. Но на самом деле просто очень долго обдумывает ответ и когда готова ответить, подружки переходят на другую тему или уже сами находят решение. Однако близкие друзья Маю способны понять девушку без слов.

## Список персонажей
Маю Морита (яп. 森田 真由 Морита Маю)
Сэйю: Кана Ханадзава
Она главная героиня истории. Практически всегда молчит и тратит слишком много времени, чтобы обдумать мысль. Часто стремится следовать советам своей матери, но с точки зрения одноклассников они неправильные.
Мики Муракоси (яп. 村越 美樹 Муракоси Мики)
Сэйю: Харука Томацу
Лучшая подруга Маю, наоборот, очень много разговаривает. Часто заводит новые отношения с мальчиками, но рано или поздно снова остаётся одна.
Тихиро Миура (яп. 三浦 千尋 Миура Тихиро)
Сэйю: Саори Хаями
Подружка Маю, обожает конфеты. Влюблена в Рицуки.
Хана Мацудзака (яп. 松坂 花 Мацудзака Хана)
Сэйю: Ёсино Нандзё
Застенчивая молодая девушка. Очень хочет подружиться с Моритой, но воздерживается, так как, по её мнению, у неё «бездушная аура». Её мать и бабушка плохо ладят между собой.
Рицуки Ямамото (яп. 山本 りつき Ямамото Рицуки)
Сэйю: Миэ Хирага
Высокая длинноволосая девушка, которая пользуется большой популярностью среди других девочек. Как правило, спокойная, но порой произносит слоги неправильно, что приводит к неудобным ситуациям.
Девочка в очках (яп. メガネ娘 Мэганэ мусумэ)
Сэйю: Амина Сато
Девочка, которая по непонятной причине всё время следит за Моритой, всегда пытается удивить её, но её попытки кончаются неудачей.
Юми Морита (яп. 森田 由美 Морита Юми)
Сэйю: Ами Нанасэ
Мать Маю, даёт часто ей советы.
Папа Маю (яп. 真由の父 Маю но тити)
Сэйю: Масатори Ки
Отец Маю, часто отсутствует дома ночью, что приводит в гнев мать Маю.
Юкино Морита (яп. 森田 雪乃 Морита Юкино)
Двоюродная сестра Маю, которая ведёт себя при ней бесстыдно.

## Манга
Манга-ёнкома, автором и иллюстратором которой является Таэ Сано, впервые начала публиковаться издательством Takeshobo в журнале Manga Life Magazine в марте 2007 года, с июля 2007 года перешла в журнал Manga Club, а с октября 2007 года — в журнал Manga Life Momo. В январе 2009 года манга была снова опубликована в журнале Manga Life. Первый том манги был выпущен 27 декабря 2008 года, последний, двадцать второй том — 14 сентября 2023 года.
Манга была переведена на английский язык и официально опубликована на сайте издательства JManga.

## Аниме
На основе сюжета манги студией Studio Gram была выпущена серия OVA, которая была доступна для покупки вместе с ограниченным выпуском третьего тома манги 26 февраля 2011 года. Продолжение было выпущено 25 марта 2011 года.
Студией Seven был выпущен аниме-сериал, трансляция которого проходила на телеканале KBS Kyoto с 6 июля по 26 декабря 2011 года с одновременной трансляцией на сайте Crunchyroll. Две бонусные серии были доступны вместе с покупкой 5 тома манги в январе 2012 года. Каждая серия длится всего 3 минуты.

## Список серий аниме
| #         | Название                                                                                              | Дата выхода         |
| --------- | --- | ------------------- |
| 01        | Morita-san is Taciturn «Морита-сан ва мукути» (森田さんは無口)                                        | 6 июля 2011 г.      |
| 02        | Miki is Chatty «Мики ва осябэри» (美樹はおしゃべり)                                                   | 13 июля 2011 г.     |
| 03        | Hana-chan is Really Shy «Хана-тян ва хитомисири» (花ちゃんは人見知り)                                 | 20 июля 2011 г.     |
| 04        | Summer is Naturally Hot «Нацу ва ацукутэ атаримаэ» (夏は暑くて当たり前)                               | 27 июля 2011 г.     |
| 05        | High School Girls Like Sweets «Дзсико:сэй ва амай моно-дзуки» (女子高生は甘いモノ好き)                | 3 августа 2011 г.   |
| 06        | Their Delusions are Unstoppable «Мо:со: ва томаранай» (妄想は止まらない)                              | 10 августа 2011 г.  |
| 07        | There Are Many Ideal Types «Рисо: ва ироиро» (理想はいろいろ)                                         | 17 августа 2011 г.  |
| 08        | Yukata are Seasonal «Юката ва фу:буцуси» (浴衣は風物詩)                                               | 24 августа 2011 г.  |
| 09        | The Pool is Full of Charm «Пу:ру ва мирёкутэки» (プールは魅力的)                                      | 31 августа 2011 г.  |
| 10        | Yamamoto-san is Cool «Ямамото-сан ва ку:ру» (山本さんはクール)                                        | 7 сентября 2011 г.  |
| 11        | Doing Things For Yourself «Тама ни ва хитори дэ» (たまには一人で)                                     | 14 сентября 2011 г. |
| 12        | The Two are Lovey Dovey «Футари ва ацуацу» (ふたりはアツアツ)                                         | 21 сентября 2011 г. |
| 13        | Everybody's Day Off «Кю:дзицу ва минна дэ» (休日はみんなで)                                           | 28 сентября 2011 г. |
| 14        | Ms. Maki is in Charge «Таннин ва Маки-сэнсэй» (担任は牧先生)                                          | 5 октября 2011 г.   |
| 15        | Baking is a Fierce Battle «Окаси-дзукури ва синкэн сё:бу» (お菓子作りは真剣勝負)                      | 12 октября 2011 г.  |
| 16        | Autumn is the Season for Reading «Аки ва докусё но кисэцу» (秋は読書の季節)                           | 19 октября 2011 г.  |
| 17        | Changing Seats is Lucky «Сэкикаэ ва ун сидай» (席替えは運次第)                                        | 25 октября 2011 г.  |
| 18        | Sleepovers are Fun «Отомари ва таносий» (お泊りは楽しい)                                              | 1 ноября 2011 г.    |
| 19        | Autumn is the Season of Love? «Аки ва кой но кисэцу?» (秋は恋の季節?)                                 | 8 ноября 2011 г.    |
| 20        | Ms. Hama is Anxious «ХАма-сэнсэй ва симпайсэй» (浜先生は心配性)                                       | 15 ноября 2011 г.   |
| 21        | Cultural Festivals Require Important Preparations «Бункасай ва дзюмби га иноти» (文化祭は準備が命)    | 22 ноября 2011 г.   |
| 22        | Staying Home with a Cold «Кадзэ но нити ва оиэ дэ» (風邪の日はお家で)                                 | 29 ноября 2011 г.   |
| 23        | It is Amiable to be Careless «Сосоккасий но ва гоайкё:» (そそっかしいのはご愛嬌)                      | 6 декабря 2011 г.   |
| 24        | Mayu is Never Angry? «Маю ва икаранай?» (真由は怒らない?)                                             | 13 декабря 2011 г.  |
| 25        | Everyone gets Part Time Jobs at Christmas «Курисумасу ва минна дэ байто» (クリスマスはみんなでバイト) | 20 декабря 2011 г.  |
| 26        | Those Four are Pretty Close «Ёнин ва накаёси» (四人は仲良し)                                          | 26 декабря 2011 г.  |
| Special 1 | The Meeting At That Time «Дэай ва ано токи» (出会いはあの時)                                          | 27 января 2012 г.   |
| Special 2 | Exams are Tough «Дзюкэн ва тайхэн» (受験は大変)                                                       | 27 января 2012 г.   |